# 斯图尔特·皮尔斯
斯图尔特·皮尔斯，MBE（1962年4月24日—）出生於英格蘭倫敦的哈默史密斯，是一名前職業足球員，司職左閘，退役後出任領隊。
皮雅斯被譽為英格蘭最優秀的後衛之一，以其在諾定咸森林及英格蘭效力時的表現而廣為人識，直到三十多歲仍被認為是一級的防守球員。以其「肉緊」的比賽態度被稱為「神經佬」（Psycho），初時只是在諾定咸森林球迷間的稱號，其後一直擴展到英格蘭的支持者。為表揚其對足球的貢獻及支持慈善，皮雅斯於1999年獲英女王頒發MBE勳章。
2002年皮雅斯在效力曼城時退下球員崗位，他留隊擔任教練，直到2005年獲提升出任領隊，惟僅執掌兩年即被罷黜。他亦曾任教英格蘭U21及英國奧運隊。

## 生平

### 球會
早期
皮雅斯初出道時曾參加昆士柏流浪的試訓不獲接納，其後侯城有意邀請加盟，但被皮雅斯婉拒，並加入居住當地位於米德塞克斯的非聯賽勁旅石威德，同時一邊受訓一邊工作成為一名電工及水喉匠。差不多5年來，皮雅斯成為當時聯盟超級聯賽（Alliance Premier League）中最成功的球隊之一的首選閘位球員。
1983年10月20日頂級聯賽球會高雲地利願意付出3萬英鎊收購皮雅斯。高雲地利的領隊高特曾觀看石威德的比賽，對皮雅斯深表讚賞。
諾定咸森林
在為高雲地利作賽兩年及超過50場比賽後，於1985年6月3日諾定咸森林的哥洛夫以30萬英鎊將皮雅斯及中堅畢打禾菲一併收歸旗下。轉會後皮雅斯對其足球事業前途豪無把握，更在森林的比賽場刊為其電工工作刊登廣告，但皮雅斯的果斷及硬朗態度為他贏得森林球迷的支持，更暱稱他為「神經佬」（Psycho）。
皮雅斯在森林效力超過10年，大部分時間擔任隊長。在效力期間他曾分別兩次贏得英格蘭聯賽盃及英格蘭足總會員盃。於1991年英格蘭足總盃決賽皮雅斯於上半場16分鐘憑自由球先拔頭籌，但在加時因迪斯·獲加的「烏龍球」以1-2負於熱刺而屈居亞席。1992/93年球季森林在英超排墊底的第22位而降級，皮雅斯決定留隊，更協助森林於翌季獲得甲組〈第二級〉聯賽亞軍而回升英超。
1996年12月皮雅斯獲森林委為看守領隊兼球員，雖然贏得1997年1月份「英超每月最佳領隊」，森林於球季結束再以墊底的20位降級，這次皮雅斯選擇離開效力了12年的城市足球場（City Ground）。皮雅斯合共為森林上陣522場，是球會歷來第四高上陣紀錄的球員。
晚期
1997年8月1日皮雅斯獲自由轉會加盟紐卡素，球隊晉身1998年英格蘭足總盃決賽，但以0-2不敵阿仙奴。
在不被紐卡素領隊古烈治重用後，皮雅斯於1999年8月2日免費轉投韋斯咸，加盟首季他曾兩度遭受斷腳之苦，首次在9月對屈福特，一直缺陣直到2000年2月才復出；但僅三場後，於3月對修咸頓再度傷出而提早「收咧」。皮雅斯沒有因此而放棄，於新球季克服傷患再戰綠茵，雖然只以逐月加簽合約形式效力，時任領隊哈利·列納稱讚這名老將的表現足以作為隊中的模範，於12月7日獲提供直到季末的合約。2001年年齡達到38歲的皮雅斯獲選2月份「英超每月最佳球員」，是當時最年長的獲獎球員，亦是曾分別當選英超「每月最佳球員」及「每月最佳領隊」的第一人。3月11日韋斯咸在足總盃半準決賽對熱刺，完半場前在離門25碼獲得自由球，皮雅斯左腳「抽」入網角，射入個人本季第三球扳平1-1，但最終仍以2-3落敗被淘汰。3月31日聯賽主場對愛華頓，皮雅斯完半場前先侵犯費格遜被罰黃牌，隨即在禁區內撞跌首次上陣的為球證出示紅牌驅逐離場兼輸十二碼。哈利·列納在球季結束後離隊，皮雅斯一度有意接任。
2001年6月20日奇雲·基瑾簽入自由身的皮雅斯，是他上任曼城領隊後首名羅致的球員。皮雅斯宣稱會在球季結束後退役，但首要任務是協助剛降級的球隊立即重返英超。8月11日首次上陣即射入一球，主場3-0擊敗由維埃里帶領的屈福特旗開得勝。8月25日對克魯射入十二碼，開季首三場比賽射入兩球。10月31日作客3-0擊敗班士利，皮雅斯開出的角球直接「彎」入網，是他歷來射入的第99球。2002年2月3日作客1-2負於溫布頓，皮雅斯於完場前被罰紅牌離場。4月21日聯賽煞科戰亦是皮雅斯的告別戰主場對樸茨茅夫，於完場前受傷補時的4分鐘，曼城獲得十二碼，皮雅斯擔任「劊子手」，但皮球卻射越門楣不入，錯失其個人第100個入球的機會，惟皮雅斯仍以隊長身份帶領曼城贏取甲組〈第二級〉聯賽冠軍，季內贏得破紀錄的31場勝仗，是他個人首面聯賽冠軍獎牌，在生涯超過1,000場比賽後，劃上完美的句號。

### 國家隊
初試啼聲
皮雅斯於1987年5月19日首次代表英格蘭對巴西，是第999名英格蘭國腳。他因傷未能入選1988年歐國盃決賽週英格蘭大軍名單，英格蘭在分組初賽僅錄得2和1負敬陪末席，賽後領隊卜比·笠臣決定起用皮雅斯擔任正選左閘，取代年華老去的辛森，成功霸佔「3號」球衣超越10年，成為諾定咸森林歷來在效力期間代表英格蘭次數最多的球員，共為國家隊上陣78次，截至2009年4月，是國家隊歷來代表次數排名第13的球員。
1990年世界盃
1990年義大利世界盃皮雅斯參與決賽週除季軍爭奪戰外全部的比賽，在分組賽對荷蘭曾射入一球自由球但被判無效；由於英格蘭採用清道夫戰術，皮雅斯可以更隨心所欲上前助攻，在半準決賽傳交射入先拔頭籌，最終加時憑本場第二球十二碼3-2淘汰喀麥隆。英格蘭晉級準決賽對德國，法定時間90分鐘雙方1-1平手，加時互無紀錄，須要以互射十二碼定勝負，雙方頭三輪全入，第四輪皮雅斯的射球被伊尔格纳擋出，德國由射入領先4-3，最後射失而失落決賽席位。
1992年歐國盃
1994年世界盃
國際賽退役
國際賽入球
| # | 日期           | 場地             | 對手         | 進球 | 比數 | 比賽               |
| - | -------------- | ---------------- | ------------ | ---- | ---- | ------------------ |
| 1 | 1990年4月25日  | 倫敦，溫布萊     | 捷克斯洛伐克 | 2-1  | 4-2  | 友誼賽             |
| 2 | 1991年6月8日   | 威靈頓，田徑公園 | 新西蘭       | 1-0  | 2-0  | 友誼賽             |
| 3 | 1992年11月18日 | 倫敦，溫布萊     | 土耳其       | 3-0  | 4-0  | 1994年世界盃外圍賽 |
| 4 | 1993年9月8日   | 倫敦，溫布萊     | 波蘭         | 3-0  | 3-0  | 1994年世界盃外圍賽 |
| 5 | 1995年11月15日 | 倫敦，溫布萊     | 瑞士         | 1-1  | 3-1  | 友誼賽             |

### 領隊／教練
諾定咸森林
2014年3月27日，皮雅斯以家庭原因婉拒接任諾定咸森林領隊。2014年4月3日，最終回心轉意，答應於來季7月1日開始正式接掌帥印。2015年2月1日，諾定咸森林最近7戰6負，聯賽榜位列第12位，皮雅斯被即時免去職務。

## 私人生活
1998年8月5日皮雅斯在诺丁汉發生交通意外，一輛7噸貨車在路上翻倒，並壓在皮雅斯所駕駛的罗孚房車的車頂，在消防員到場前皮雅斯已自行離開車廂，事後送院檢查只手部輕微擦損及背痛。皮雅斯的車是由車廠作為推廣計劃送給紐卡素的，事後皮雅斯獲罗孚贈送一輛新車作為替補。

## 榮譽

### 球員
諾定咸森林
- 英格蘭聯賽百週年錦標賽（Football League Centenary Tournament）冠軍：1988年；
- 英格蘭聯賽盃冠軍：1988/89年、1989/90年；亞軍：1991/92年；
- 英格蘭足總會員盃冠軍：1989年、1992年；
- 英格蘭足總盃亞軍：1991年；

紐卡素
- 英格蘭足總盃亞軍：1999年；

韋斯咸
- 歐洲足協圖圖盃冠軍：1999年
- 英超每月最佳球員：2001年2月；

曼城
- 英格蘭甲組聯賽〈第二級〉冠軍：2001/02年；

英格蘭國家隊
- 世界盃殿軍：1990年；

### 領隊／教練
英格蘭U21國家隊
- 歐洲U-21足球錦標賽季軍：2007年；

## 外部連結
- 足球数据库：斯图尔特·皮尔斯的球员统计数据
- 足球資料庫：斯图尔特·皮尔斯的領隊統計數據
- Stuart Pearce profile at the League Managers Association
- Book review: Football's Psycho （页面存档备份，存于）
- Pearce to hang up boots （页面存档备份，存于）